# Солкан
Солкан (словен. Solkan) — словенська місто, розташоване на околиці міста Нова Гориця в общині Нова Гориця, Регіон Горишка, Словенія. Висота над рівнем моря: 94,3 м.